# Carl Gabriel Horn
Carl Gabriel Horn (af Åminne), född 1668, död i november 1707 i Posen, var en svensk friherre och militär.
Carl Gabriel Horn var son till Bengt Horn och Ingeborg Banér. Han blev student vid Uppsala universitet 1679, löjtnant vid Bielkes svenska regemente i Holland 1688 och därefter major vid Riksänkedrottningens livregemente till fot. Horn blev överstelöjtnant vid Pommerska infanteriregementet 1701 och var överste och chef för regementet 1704–1707.